# Route nationale 84 (France)
Pour les articles homonymes, voir Route nationale 84.
La route nationale 84, ou RN 84, est une ancienne route nationale française qui reliait, avant la réforme de 1972,  Rillieux-la-Pape à Saint-Genis-Pouilly et à la frontière suisse constituant ainsi une liaison Lyon-Genève.

## Historique
Entre Meximieux et Neuville-sur-Ain, la RN 84 suivait à l'origine la rive droite de la rivière d'Ain. Après la réforme de 1972, ce tronçon central a été déclassé en RD 984, la continuité de la RN 84 s'effectuant par l'ancienne RN 84A renumérotée RN 84 entre Meximieux et Saint-Denis-en-Bugey et par la RN 75 entre Saint-Denis-en-Bugey et Pont-d'Ain. Par suite de l'ouverture des A42 et A40, les deux sections terminales (de Rillieux-la-Pape à Neyron et du Défilé de l'Écluse à Saint-Genis-Pouilly et à la frontière suisse) ont été déclassées en RD 484 dans le Rhône et en RD 984 dans l'Ain.
Le tronçon de Bellegarde-sur-Valserine au Défilé de l'Écluse a, quant à lui, été réaffecté à la RN 206 (aujourd'hui RD 1206). Enfin, du Défilé de l'Écluse à la sortie de Sous-Saint-Jean, un nouveau tracé évitant toutes les traversées d'agglomérations a été ouvert sous le nom de RD 884.
Le décret du 5 décembre 2005 prévoyant le déclassement de la totalité de l'itinéraire, la RN 84 est désormais la RD 1084 de Neyron à Valserhône, la RD 1206 de Valserhône à Collonges et la RD 984 de Collonges à la frontière suisse.

## Tracé

### Ancien tracé de Rillieux-la-Pape à Meximieux
- Rillieux-la-Pape D 484 (km 0)
- Neyron D 1084 (km 1)
- Miribel (km 3)
- Saint-Maurice-de-Beynost (km 5)
- Beynost (km 7)
- La Boisse (km 10)
- Montluel (km 12)
- Dagneux (km 14)
- Balan (km 15)
- La Valbonne, commune de Balan (km 19)
- Meximieux D 1084 (km 26)

### Ancien tracé de Meximieux à Neuville-sur-Ain
- Meximieux D 984 (km 26)
- Villieu-Loyes-Mollon (km 28)
- Châtillon-la-Palud (km 38)
- Villette-sur-Ain (km 43)
- Priay (km 44)
- Varambon (km 47)
- Pont-d'Ain (km 48)
- Neuville-sur-Ain D 984 (km 55)

### Ancien tracé de Neuville-sur-Ain à La Cluse
- Neuville-sur-Ain D 1084 (km 55)
- Poncin (km 58)
- Cerdon (km 63)
- Labalme (km 68)
- Moulin-Chabaud, commune de Ceignes (km 71)
- Col de Ceignes
- Saint-Martin-du-Frêne (km 76)
- Port (km 80)
- La Cluse, commune de Montréal-la-Cluse (km 81)

### Ancien tracé de La Cluse à Bellegarde-sur-Valserine
- La Cluse (km 81)
- Nantua (km 85)
- Les Neyrolles (km 87)

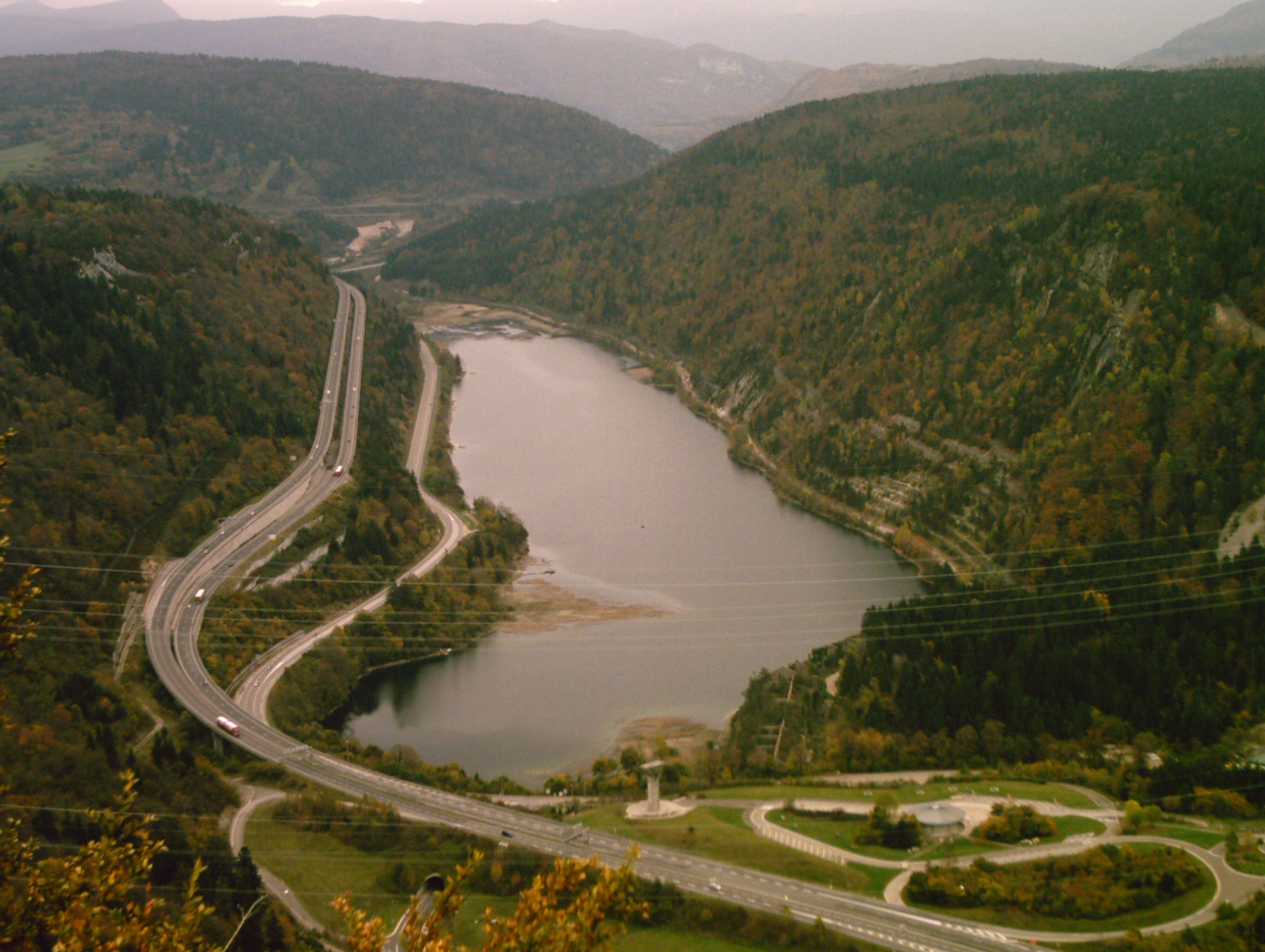
La D 1084 entre l'autoroute A40 et le lac de Sylans.

- Le Burlandier, commune de Lalleyriat (km 95)
- Saint-Germain-de-Joux (km 98)
- Valserhône (Châtillon-en-Michaille)  (km 104)
- Valserhône (Bellegarde-sur-Valserine) D 1084 (km 109)

### Ancien tracé de Bellegarde-sur-Valserine à Saint-Genis-Pouilly et à Meyrin
- Bellegarde-sur-Valserine D 1206
- Léaz D 1206
- Défilé de l'Écluse D 984
- Collonges
- Farges
- Péron
- Sous-Saint-Jean, commune de Saint-Jean-de-Gonville
- Saint-Genis-Pouilly D 984
- Meyrin  Suisse N° 46